# Baddeley Devesi
Baddeley Devesi (Guadalcanal, 16 ottobre 1941 – 16 febbraio 2012) è stato un politico salomonese, prima persona a ricoprire la carica di governatore generale delle Isole Salomone, dal 1978 al 1988.

## Biografia

### Educazione
Nacque nel 1941 da Mostyn Tagabasoe Norua e Laisa Otu.
Frequentò la St. Mary's School di Maravovo, la All Hallows' School di Pawa e la King George VI School di Malaita. In Nuova Zelanda studiò presso l'Ardmore Teachers' Training College di Auckland e il Claremont Teachers College. Seguì anche dei corsi di storia politica ed economica all'Università di Auckland.

### Carriera
Dopo gli studi insegnò alla St. Barnabas' School di Alangaula e alla St. Nicholas School di Honiara, di cui divenne preside nel 1968. Già nel 1967 fu nominato Assistente Preside alla St. Mary's School di Maravovo e membro del Consiglio Legislativo delle Salomone fino al 1969, periodo in cui studiò amministrazione pubblica a Suva.
Nel 1970 acquisì la carica di Education officer e di lettore al British Solomon Islands Training College, fino al 1972, anno in cui fu Assistente Segretario per gli Affari Interni nel Governo dopo aver ricoperto il ruolo di Assistente Segretario per i Servizi Sociali. Nel 1974 entrò nel Consiglio di Malaita.
Nel 1976 divenne vice chairman della Solomon Islands Broadcasting Corporation, nonché Segretario Permanente al Ministero dei Lavori e dei Servizi di Pubblica Utilità e al Ministro dei Trasporti e delle Comunicazioni. Dal 1980 al 1983 fu rettore dell'Università del Pacifico del Sud.

### Attività politica
Nel 1978 le Isole Salomone ottennero l'indipendenza e Devesi venne eletto governatore generale, per poi ricoprire tale carica per un totale di dieci anni in due mandati consecutivi. Accusò l'amministrazione del Regno Unito di non aver preparato il paese a un adeguato passaggio dell'autonomia, in particolare nell'ambito dello sviluppo economico, ritenendo che le successivi crisi politiche nazionali fossero la conseguenza di ciò.
Dal 1990 al 1993 fu vice primo ministro, per la seconda volta dal 1997 al 2000 finché un colpo di Stato non depose il governo. In quell'occasione richiese agli Alti Commissariati dell'Australia e della Nuova Zelanda di inviare missioni di pace nel paese e, in vista delle elezioni del 2006, incoraggiò una composizione ordinata del Governo.
Così abbandonò la politica, nei primi anni di scontri etnici all'interno della nazione, e morì nel 2012 all'età di 70 anni.

## Vita privata
Sposò June Marie Barley, con cui ebbe sette figli. Era anglicano.